# Bautastein für die im Seegefecht vor Alvøen Gefallenen

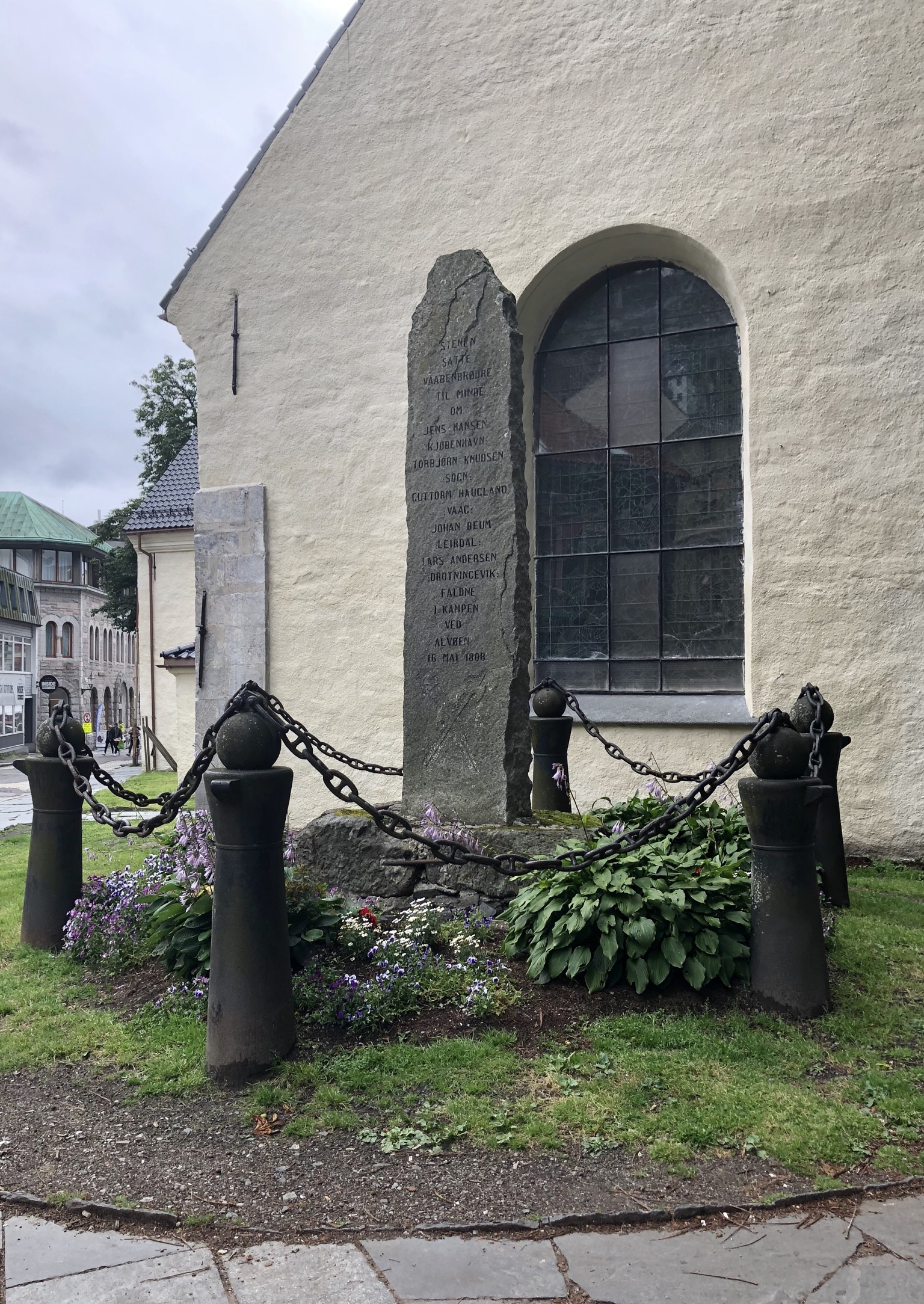
Denkmal an die Gefallenen im Seegefecht vor Alvøen, 2019

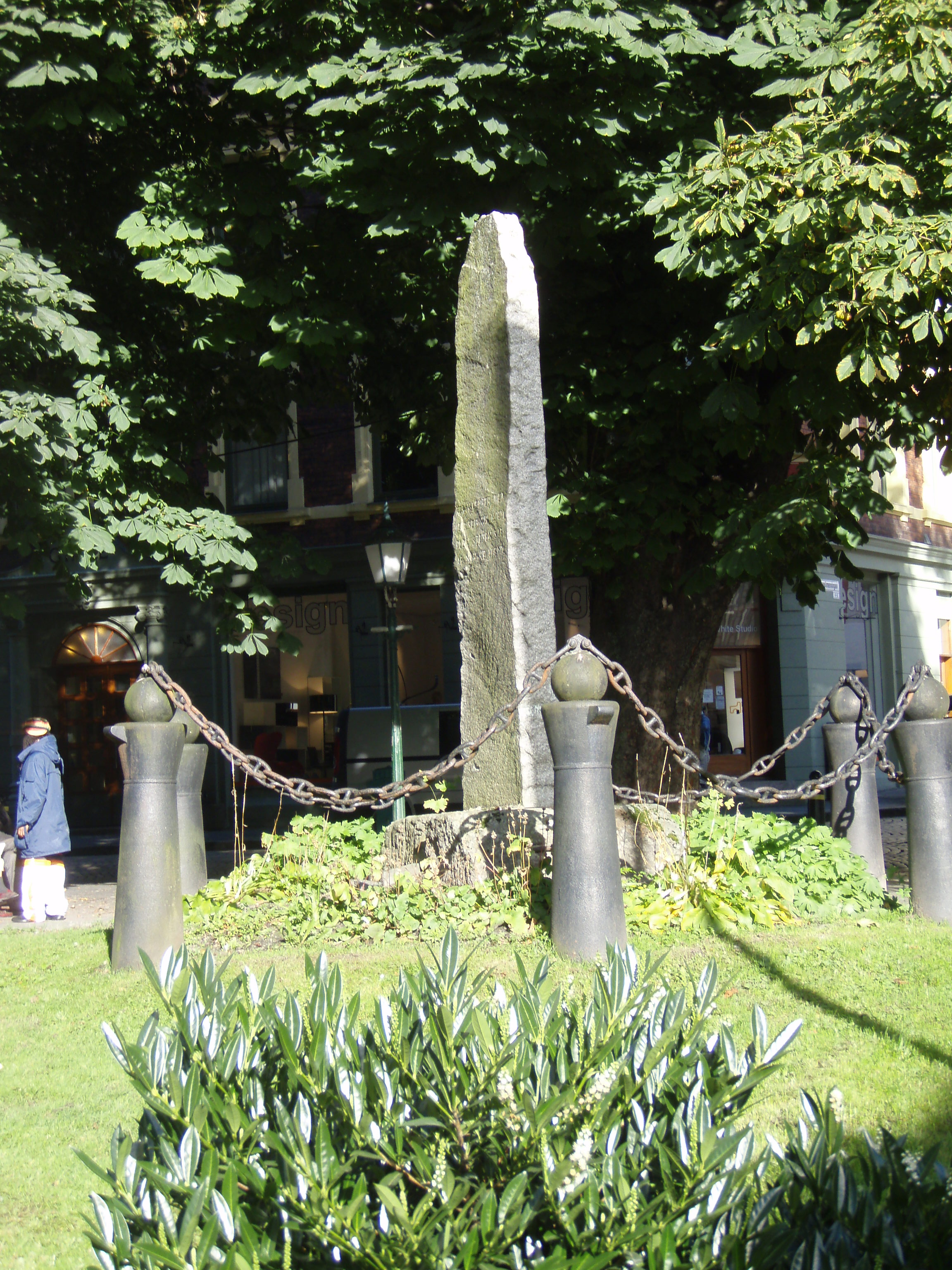
Rückseite, 2007

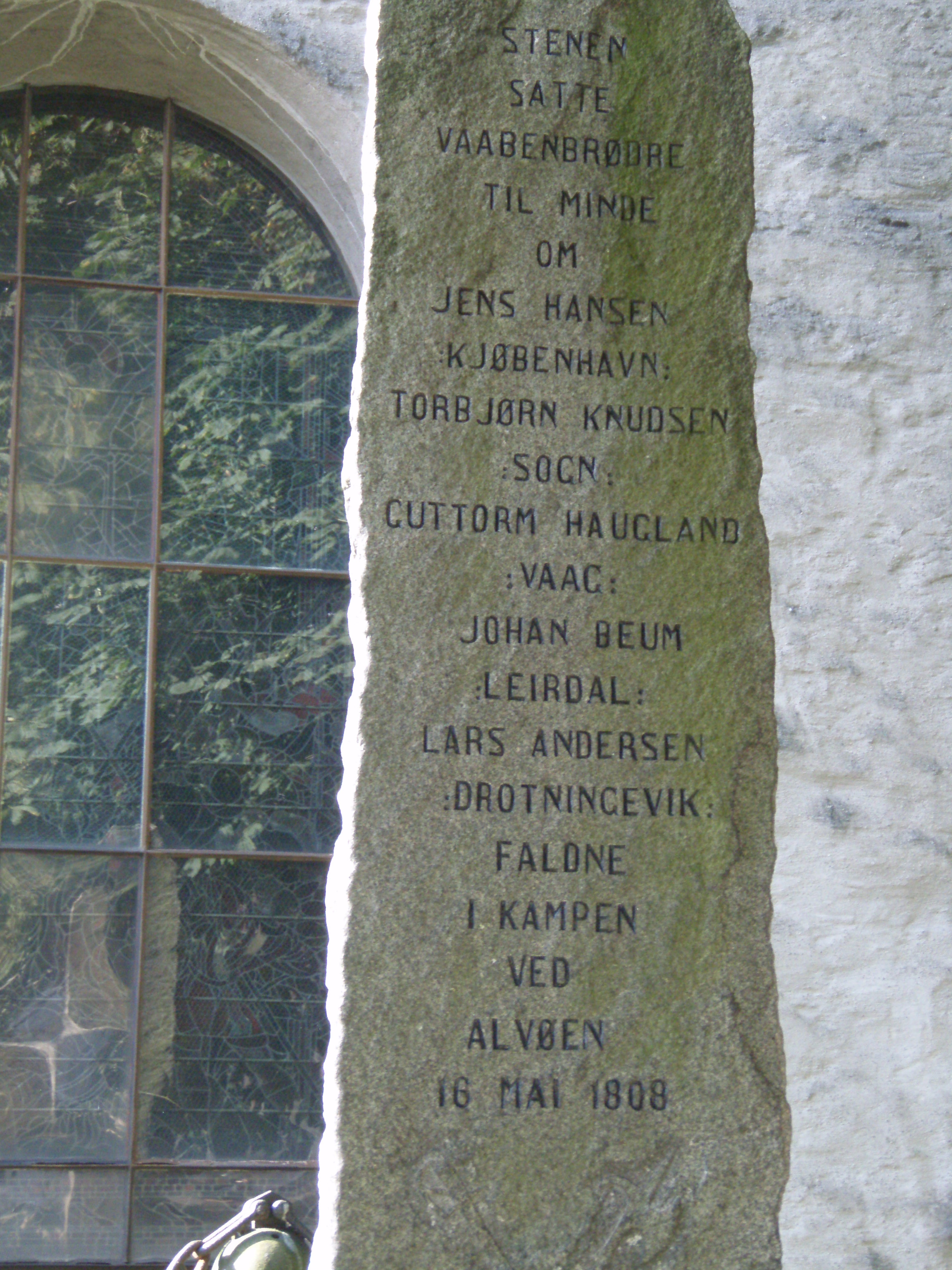
Inschrift, 2007

Der Bautastein für die im Seegefecht vor Alvøen Gefallenen ist ein Kriegerdenkmal in der norwegischen Stadt Bergen.

## Lage
Er befindet sich in der Bergener Innenstadt auf der Rückseite der Kreuzkirche auf der Nordseite der Straße Nedre Korskirkeallmenningen  nahe der östlich gelegenen Kreuzung mit der Kong Oscars gate.

## Gestaltung und Geschichte
Das Denkmal erinnert an die Gefallenen des Seegefechts vor Alvøen im Kanonenbootskrieg der Koalitionskriege. Das Gefecht fand am 16. Mai 1808 vor Alvøen bei Bergen zwischen den britischen Fregatte Tartar und Streitkräften Bergens statt. Die Fregatte selbst musste sich im Ergebnis der Kampfhandlungen zurückziehen, auf Seiten der Verteidiger Bergens starben fünf Menschen, die auf dem Friedhof der Kreuzkirche beigesetzt wurden.
Der heutige Gedenkstein wurde erst deutlich später, am 16. Mai 1893, dem 85. Jahrestag des Gefechts, enthüllt und nennt die Namen und die Herkunft der Gefallenen.
Das Denkmal besteht aus einem hohen schlanken an einen Bautastein erinnernden Stein. Er steht auf einem kleinen Sockel aus Natursteinen und ist von sechs metallenen Pfosten umgeben, die mit Ketten verbunden sind.
Auf der Vorderseite trägt der Stein eine Inschrift in dänischer Sprache. Die Inschrift lautet:
STENEN

SATTE

VAABENBRØDRE

TIL MINDE

OM

JENS HANSEN

:KJØBENHAVN:

TORBJØRN KNUDSEN

:SOGN:

GUTTORM HAUGLAND

:VAAG:

JOHAN BEUM

:LEIRDAL:

LARS ANDERSEN

:DROTNINGEVIK:

FALDNE

I KAMPEN

VED

ALVØEN

16 MAI 1808

Auf Deutsch lautet die Inschrift in etwa: Waffenbrüder setzten diesen Stein zur Erinnerung an Jens Hansen, Kjøbenhavn; Torbjørn Knudsen, Sogn; Guttorm Haugland, Vaag; Johan Beum, Leirdal; Lars Andersen, Drotningevik. Im Kampf gefallen bei Alvøen 16. Mai 1808.
Unter dem Text befindet sich die Darstellung zweier gekreuzter Waffen.
Nach der Enthüllung des Denkmals wurden zwei Schreibfehler festgestellt. So war für Guttorm Haugland fälschlich Vang statt Vaag angegeben. Während dieser Fehler verbessert wurde, blieb ein weiterer Fehler unkorrigiert. Johan Beum (1781–1808) stammte nicht aus Lærdal, sondern aus Hafslo.